# Palmiste de Roussel
Acanthophoenix rousselii
Espèce
Le Palmiste de Roussel (Acanthophoenix rousselii) est une espèce de plantes à fleurs de la famille des Arécacées. Elle est endémique de l'île de La Réunion, département d'outre-mer français dans le sud-ouest de l’océan Indien.

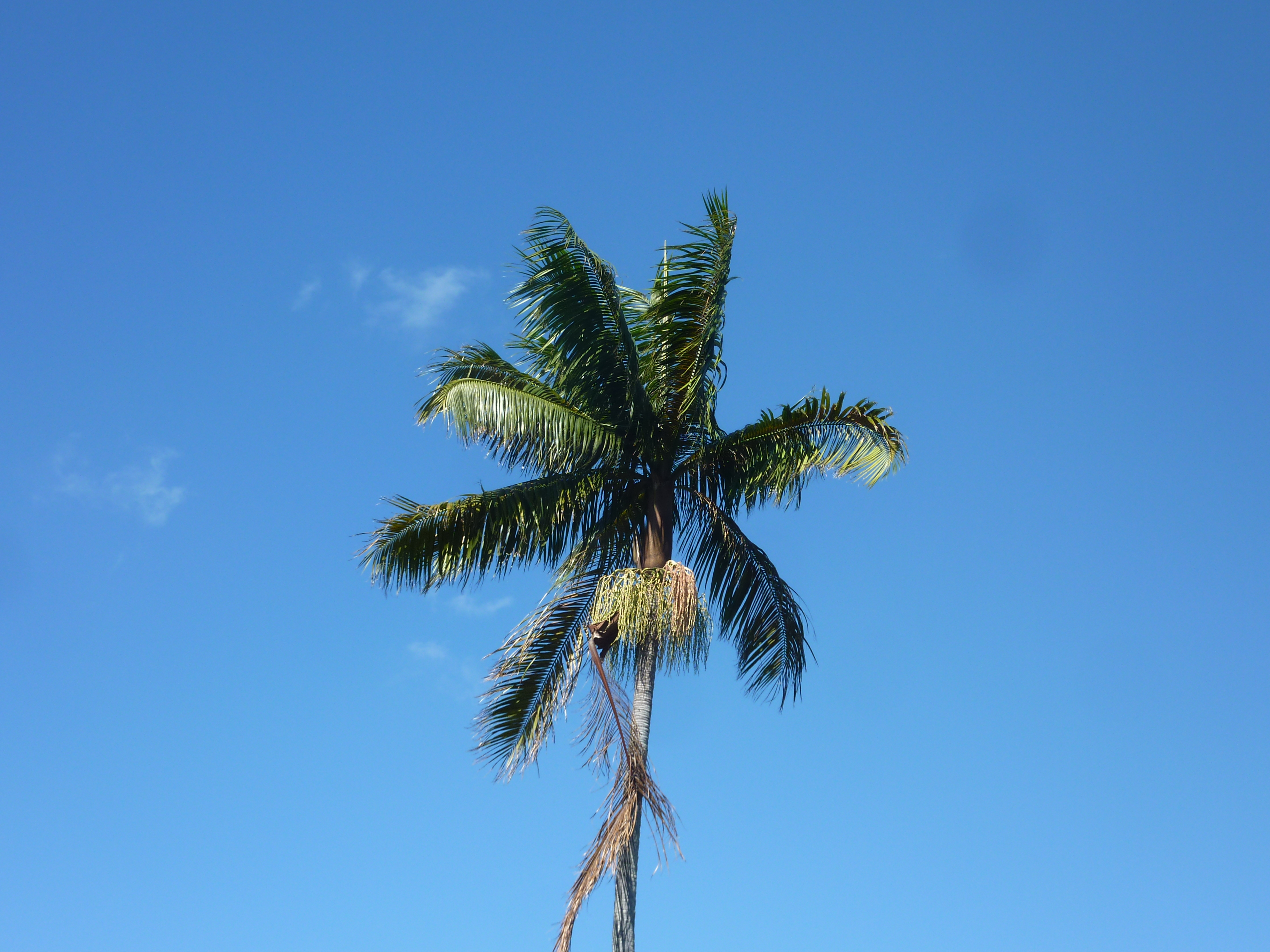
Couronne du Palmiste de Roussel.

## Description
C'est une forme rare d'Acanthophoenix, pouvant atteindre 25 m de haut, avec des graines beaucoup plus grosses qu'Acanthophoenix crinita (palmiste noir) ou Acanthophoenix rubra (palmiste rouge). Sa tête compte de 10 à 12 palmes paripennées vert-olive sur les deux faces. Son stipe est lisse et d'un gris très clair, sa base est évasée en pied d'éléphant.
On ne compte plus que quelques dizaines de Palmiste Roussel dans la nature entre le Tampon et la Ravine des Cabris (proche du Chemin Roussel) dans les Hauts du Sud de la Réunion. L'espèce est inscrite sur la liste rouge de l'UICN. Elle est classée comme en danger critique d'extinction (CR). L'association Palmeraie-Union a procédé à une importante mise en culture en pépinière de quelques milliers de graines pour sauvegarder cette espèce. Les premiers petits palmiers de cette production ont déjà été mis en place dans le Parc des Palmiers près du Tampon.